# 滑铁卢教堂

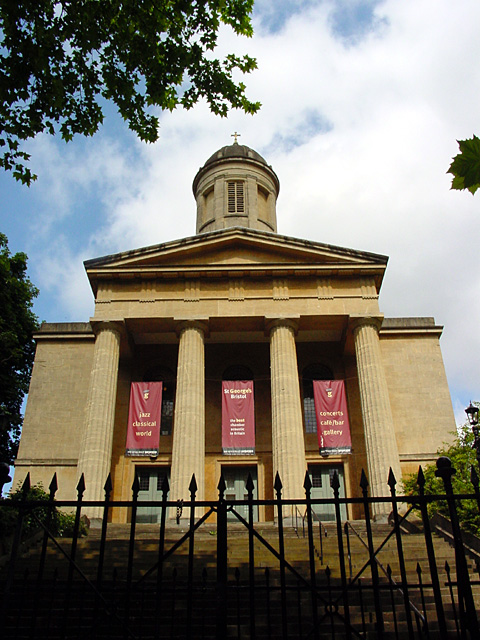
新古典主义风格的布兰登希尔圣乔治教堂

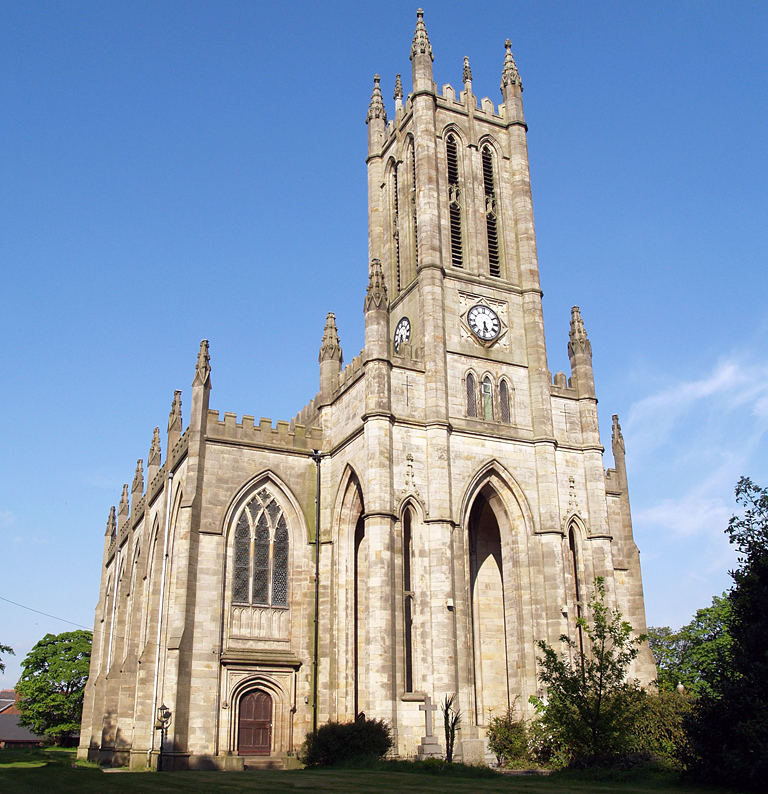
哥特式的Stand诸圣堂

滑铁卢教堂（Waterloo churches）指1815年滑铁卢战役击败拿破仑之后，1818年和1824年英国国会通过法案两次拨款，兴建的一批英国圣公会教堂，又名委员会教堂（Commissioners' church）、百万法案教堂（Million Act churches）或百万教堂（Million churches）。根据法案成立了教堂建筑委员会。第一次国会拨款达到100万英镑；1824年第二次国会又追加拨款50万英镑。

## 背景
18世纪末期，由于工业革命、人口增长、并集中于城市中心等因素，英国圣公会正面临许多问题和挑战。 